# 트리피드의 날 (영화)
《트리피드의 날》(영어: The Day Of The Triffids)은 1962년 영국의 SF 영화로, 존 윈덤의 동명 소설을 영화화한 것이다. 프레디 프랜시스와 스티브 세케이 감독이 연출했다.

## 줄거리
전 세계적으로 운석우가 쏟아지면서 대부분의 사람들이 시력을 잃고, 동시에 트리피드라는 식물의 포자가 퍼져나간다. 눈에 붕대를 감고 병원에 입원해 있던 빌 매슨은 시력을 잃지 않고 병원을 나서게 된다. 기차역에서 그는 고아가 된 소녀 수잔을 만나고, 그녀 역시 기차 화물칸에서 밤을 보내 시력을 잃지 않았음을 알게 된다. 빌은 수잔과 함께 그의 배를 찾아 떠나지만, 이동 중 트리피드의 공격을 받고 가까스로 탈출한다.
한편, 등대에서 고립된 과학자 톰 굿윈과 그의 아내 카렌은 라디오를 통해 세상에 벌어진 재앙을 알게 된다. 그들은 등대에서 트리피드를 발견하고, 격렬한 싸움 끝에 트리피드가 재생 능력이 있다는 사실을 깨닫고 대처 방법을 찾기 위해 노력한다. 빌과 수잔은 프랑스에서 크리스틴 듀런트를 만나고, 그녀의 안내로 맹인들을 위한 피난처인 성에 도착한다. 그러나 성에서 트리피드와 탈옥수들의 공격이 이어지고, 빌, 수잔, 크리스틴은 간신히 도망친다.
이후, 빌은 스페인 카디스의 미 해군 기지로 향한다. 그 과정에서 루이스 데 라 베가 부부와 만나 출산을 돕고, 해저에 있던 사람들은 운석우의 영향을 받지 않아 잠수함으로 대피했다는 소식을 듣는다. 빌은 잠수함 구조 소식을 듣고 일행과 함께 알리칸테로 향한다. 그들은 이동 중 트리피드를 유인하기 위해 음악을 이용하는 전략을 세우고, 빌은 잠수함에 구조된다.
등대에서는 톰과 카렌이 트리피드의 공격에 맞서 최후의 수단을 시도한다. 그들은 소금물 호스를 사용하고 트리피드가 소금물에 녹는다는 사실을 발견한다. 결국 바닷물이 트리피드를 무력화하는 해답이었던 것이다. 잠수함에서 내린 사람들은 교회를 찾아 감사를 표하며 영화는 마무리된다.

## 출연
- 하워드 킬 - 빌 메이슨
- 니콜 모리 - 크리스틴 듀랜트
- 저니나 페이 - 수전
- 저넷 스콧 - 캐런 굿윈
- 키런 무어 - 톰 굿윈
- 머빈 존스 - 코커
- 유언 로버츠 - 솜스 박사
- 앨리슨 러갯 - 코커 양
- 제프리 매슈스 - 루이스 데라베가
- 지지 하우저 - 테레사 데라베가
- 존 테이트 - S. S. 미들랜드 선장
- 캐럴 앤 포드 - 베티나
- 아서 그로스
- 콜렛  와일드
- 이언 윌슨
- 빅터 브룩스
- 피터 다인리 - 내레이션

## 기타
- 미술: 세드릭 도우
- 배역: 델마 그레이브스